# François de Ribaupierre (Musiker)
François de Ribaupierre (* 10. Oktober 1972 in Lausanne) ist ein Schweizer Jazzmusiker (Tenorsaxophon, Klarinette).

## Leben und Wirken
De Ribaupierre  studierte Klarinette, Saxophon und Arrangement/Komposition an der Musikhochschule Köln und am Königlichen Konservatorium Brüssel. Im Laufe seiner Karriere trat er u. a. mit Michael Brecker, Dave Liebman, Benny Golson und Buster Williams auf.
De Ribaupierre, der in Köln lebt, arbeitet in verschiedenen Bands und Ensembles wie dem Cologne Saxophone 5tet (das aus der u. a. mit Christian Torkewitz gegründeten Formation Volles Rohr hervorging), dem Terrence Ngassa Afro Ethno Sextet (Ngassalogy Vol. 2, 2008), Oktoposse (Geht Fremd, 2006), Dirk Bell Gramophonics und in der Big Band Convention. Daneben leitet er eigene Projekte wie das François de Ribaupierre Trio und das François de Ribaupierre 4tet (Shades of Silence, TCB, 2008) sowie die Jazz-Literatur-Veranstaltungsreihe Carambolage im Bogen 2, für die er komponiert und arrangiert. De Ripaupierre arbeitete ferner mit Rupert Stamm (Zwei, Jazzsick 2013) und dem Cologne Contemporary Jazz Orchestra (Odyssee, 2012). 2015 spielte er im Duo mit Taiko Saito, 2018 beim „Dackelkonzert“ der WDR Big Band. 2022 veröffentlichte er sein Album Lune de Jour (Jazzsick) im Trio mit Rolf Marx und Volker Heinze.